# Интернет-цензура в Китае
Доступ к ряду иностранных сайтов с территории КНР ограничивается в рамках проекта «Золотой щит» (так называемый Великий китайский файрвол). Веб-страницы фильтруются по ключевым словам, связанным с государственной безопасностью, а также по «чёрному списку» адресов сайтов.
Иностранные поисковые машины, работающие в Китае, включая Google, Yahoo и Bing, аналогичным образом фильтруют результаты поиска.
Сайты, расположенные в самом Китае, проходят в Министерстве промышленности и информационных технологий регистрацию, которая позволяет выявить автора незаконного содержимого.
В январе 2006 года компания Google открыла свой поисковый сайт на китайском языке. Однако, по условиям соглашения с китайским правительством компания должна блокировать доступ жителей КНР к сайтам с политически некорректным, с точки зрения китайских властей, содержанием.
Большая часть интернет-доступа в Китае обеспечивается государственными корпорациями, крупнейшие из которых — China Telecom и China Netcom, все частные компании могут лишь арендовать доступ в интернет у государственных структур. Это позволяет эффективно цензурировать и при необходимости блокировать все интернет-сервисы. Блокировка самых популярных западных интернет-сервисов позволила создать их китайские аналоги: вместо Google — Baidu, вместо Twitter — Weibo, вместо Facebook — RenRen, вместо Facebook Messenger — WeChat, вместо YouTube — Youku и Tudou. Во всех них активно осуществляется цензура. Например, после того, как были отменены ограничения на срок правления Си Цзиньпина, Weibo значительно расширил список запрещенных слов и терминов: в нем запрещены не только слова вроде «мой император» или «пожизненный контроль», но и менее очевидные — например, фраза «посадить самолет», которая на китайском звучит похоже на «взойти на трон».
Википедия в Китае тоже была запрещена. Причём запрет был установлен китайским правительством под предлогом «борьбы с пропагандой насилия в средствах массовой информации».
В январе 2009 года власти Китая закрыли доступ к интернет-сайту, на котором были выложены откровенные пляжные фотоснимки известной актрисы Чжан Цзыи, на которых она находится в компании с израильским бизнесменом Авива (Виви) Нево. Но запрет привёл лишь к тому, что эти фотографии стали самыми разыскиваемыми и скачиваемыми на Тайване, а авторитетное израильское экономическое издание The Marker посвятило этой истории отдельную статью.
1 июля 2009 года правительство Китая собиралось ввести закон, согласно которому на всех компьютерах, произведенных для населения Китая, будет установлена программа Green Dam (англ.), предназначенная для блокирования нежелательной интернет-информации.
13 августа китайское правительство сообщило, что изначальное высказывание было воспринято неправильно — по новым данным, Китай вовсе не обязывал всех установить Green Dam (англ.), а всего лишь советовал. Домашние компьютеры будут поставляться с деактивированной программой, при желании пользователи смогут включить её самостоятельно.
Кроме того, в Китае действует так называемая «армия блогеров», которые за вознаграждение положительно высказываются в чатах, блогах и на форумах о государственной политике Китая.
25 сентября 2009 года под блокировку Великого китайского файрвола попали 80 % IP-адресов публичных серверов анонимной сети Tor.
Журнал New Scientist в декабре 2002 года сообщил, что сайт elgooG стал популярным в Китае, где государство заблокировало доступ к основному сайту Google. Так как elgooG не поддерживал китайские кодировки, пользователям выдавались только результаты на латинице. Сейчас (по состоянию на 2012 год), после введения китайским Google самоцензуры поисковых результатов, он доступен в Китае без ограничений.
Несмотря на это, политическая интернет-активность в Китае все же имеет место. Пользователи китайской социальной сети Weibo, построенной по образцу Twitter, испортили карьеру немалому числу чиновников из местных и региональных органов власти, разоблачая их коррупционную деятельность.
В качестве одного из средств избегания цензурных запретов, в том числе в Weibo, в последние годы называлась особая «кодовая» система записи, известная как марсианский язык. Также нужно упомянуть 10 мифических существ, ставших впоследствии мемами, описания которых появились в энциклопедии Байду.
29 февраля 2020 года сайт «Archive of Our Own» был заблокирован в Китае. Несмотря на то, что процесс блокировки был запущен гораздо раньше, в сети вину за это возложили на фанатов актера Сяо Чжаня, так как на фанфик с его  присутствием поступила жалоба. Это событие получило название Инцидент 227.